# أكاديمية لينين للعلوم الزراعية
أكاديمية لينين للعلوم الزراعية وهي تشمل كل الاتحاد السوفيتي أو ما يعرف بـ VASKhNIL (بالإنجليزية: Lenin All-Union Academy of Agricultural Sciences)‏ ، Всесоюзная академия сельскохозяйственных наук имени В. И. Ленина
وتضم الأكاديمية بالإضافة للهيكلية الجامعية شبكة كبيرة من المعاهد البحثية فيها آلاف الباحثين والكثير من المزارعين ومربي الماشية، وقد بنيت على نموذج أكاديمية الاتحاد السوفيتي للعلوم.
وقد حدث فيها الحوارات بين متبني مذهب الليسينكووية وعلماء الوراثة، وبعد سيطرة تروفيم ليسينكو على الأكاديمية أصبحت المعقل القوي لمذهب الليسينكووية في التطور لمدة ثلاثين عامًا، وذلك بإشراف مباشر من الحزب الشيوعي الحاكم، حتى أن جوزف ستالين صحح مسودات الخطاب الافتتاحي لليسينكو شخصيًا وكانت بعنوان «وضع العلوم البيولوجية» في اللقاء الذي أجري عام 1948، وبعدها تم حظر تدريس علم الوراثة وفق صيغة توصف بأنه مندلي-وايزماني-مورغاني "Mendelist-Weismannist-Morganist" نسبة إلى مؤسسي علم الوراثة غريغور يوهان مندل وعالم الأحياء التطوري أوغست وايزمان وعالم الوراثة والأجنة توماس مورغان واستمر هذا الحظر حتى الستينيات من القرن العشرين.

## رؤوساء الأكاديمية
- 1929 — 1935 — نيقولاي فافيلوف
- 1935 — 1937 — Alexander Muralov
- 1938 — 1956 — تروفيم ليسينكو
- 1959 — 1961 — Pavel Lobanov
- 1961 — 1962 — Trofim Lysenko, second term
- 1962 — 1965 — Mikhail Olshanskiy
- 1965 — 1978 — Pavel Lobanov, second term
- 1978 — 1983 — Petr Vavilov
- 1984 — 1992 — Alexander Nikonov

## المؤسسة الوريثة
منذ شباط 1992 انتهت أكاديمية لينين للعلوم الزراعية وخلفتها الأكاديمية الروسية للعلوم الزراعية

## وصلات خارجية
- LibWorld - Central Scientific Agricultural Library (CSAL)